# Шокер (жест)
Шокер — жест, используемый, в зависимости от ситуации, как указание на превосходство над кем-то либо над чем-то или же в качестве шутки. Этот жест имеет сексуальный подтекст — его называют «англ. Two in the pink, one in the stink» , что дословно переводится как «Два в розовое, один в вонючее». Русскоязычная интерпретация: «Два в парадный, один в шоколадный». Жест описывает процесс проникновения указательного и среднего пальцев во влагалище и мизинца в анус. Этот жест довольно прост — безымянный и большой пальцы скручены или согнуты, а остальные пальцы раскрыты, указательный и средний пальцы должны быть вместе.
В 2011 году была опубликована книга под названием «The Shocker — Two in the Pink, One in the Stink». В книге жест рассматривается как городская легенда, в книге находятся 365 зарифмованных вариаций этой фразы.
Болельщики спортивных команд «Wheatshockers» (по прозвищу «шокеры») Уичитского государственного университета используют модифицированную форму этого жеста.